# Tirpersdorf
Tirpersdorf là một đô thị thuộc huyện Vogtland, bang Sachsen, Đức. Đô thị Tirpersdorf có diện tích 19,45 km², dân số thời điểm ngày 31 tháng 12 năm 2006 là 1492 người.